# St. Hedwig (Völksen)

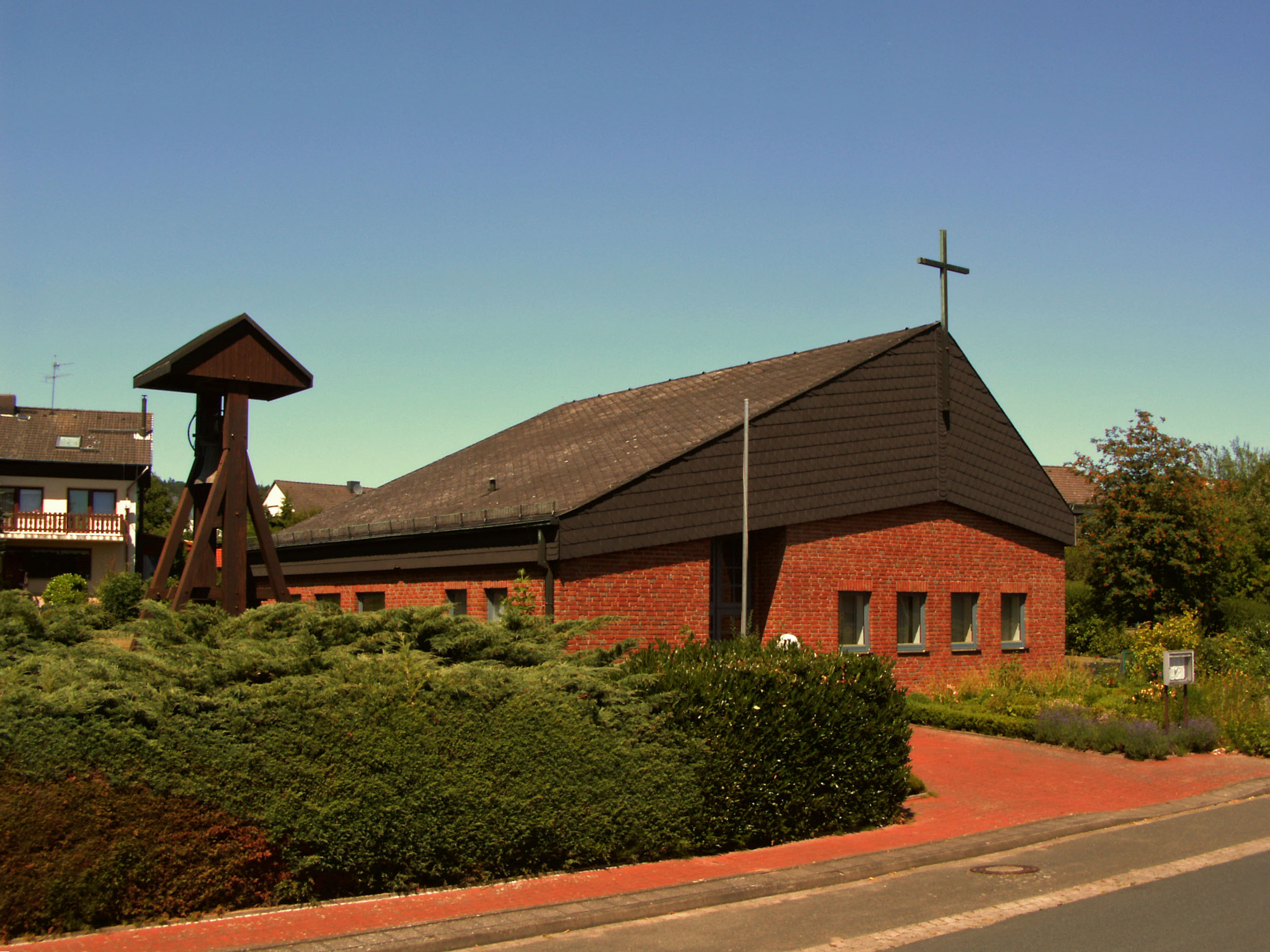
St.-Hedwig-Kapelle (2013)

St. Hedwig war die katholische Kapelle in Völksen, einem Ortsteil der Stadt Springe, in der Region Hannover in Niedersachsen. Sie gehörte zuletzt zur Pfarrgemeinde Christ König mit Sitz in Springe, im Dekanat Hannover des Bistums Hildesheim. Die nach der heiligen Hedwig von Andechs benannte Kapelle befand sich in der Kapellenstraße 1/3 (Ecke Alte Springer Heerstraße). Heute befinden sich die nächstgelegenen katholischen Kirchen in den etwa sechs Kilometer entfernten Orten Eldagsen und Springe.

## Geschichte
Nachdem sich infolge des Zweiten Weltkriegs die Zahl der Katholiken auch in der Gegend um Springe durch den Zuzug von Flüchtlingen und Heimatvertriebenen stark erhöht hatte, wurde in Völksen, im Abstellraum einer ehemaligen Sackfabrik, die katholische St.-Hedwigs-Kapelle eingerichtet. Am 17. Februar 1957 erfolgte ihre Benediktion. Sie befand sich in der Hannoverschen Straße 2 (später in Steinkrüger Straße umbenannt) und gehörte zunächst zur Kirchengemeinde Christ König in Springe. Ab dem 1. August 1961 wurde die Kapelle der Kirchengemeinde Allerheiligen in Eldagsen zugeordnet.
Im September 1980 fand in der Kapelle an der Hannoverschen Straße der letzte Gottesdienst statt, und in einem Abstellraum auf einem Nachbargrundstück wurde als Zwischenlösung bis zum Bau der Kapelle an der Kapellenstraße wieder eine Kapelle eingerichtet.
Am 17. Juli 1982 erfolgte die Grundsteinlegung für die Kapelle an der Kapellenstraße, am 11. Dezember 1982 folgte durch Bischof Heinrich Maria Janssen ihre Benediktion. Zu dieser Zeit war Hans-Joachim Wischgoll (1933–2020) Pfarrer von Eldagsen und engagierte sich stark für den Bau der Hedwigskapelle.
Ab dem 1. November 2006 gehörte die Kapelle wieder zur Springer Pfarrgemeinde Christ König, weil die Pfarrgemeinde Allerheiligen in Eldagsen am 31. Oktober 2006 aufgehoben und der Springer Pfarrgemeinde angeschlossen worden war.
2009 wurde vom Hildesheimer Bischof beschlossen, auf Grund zurückgehender Finanzmittel, aber auch der geringer gewordenen Zahl von Gottesdienstteilnehmern und Priestern, die Kapelle aufzugeben. Der Wunsch von Kirchenvorstand und Pfarrgemeinderat, die Kapelle der Pfarrgemeinde zu übereignen und künftig in Eigenregie durch die Pfarrgemeinde zu erhalten, wurde damals abgelehnt. Am 6. März 2014 erfolgte die Profanierung der Kapelle durch Bischof Norbert Trelle, nachdem die Kapelle in den letzten Jahren nur noch für Werktagsgottesdienste genutzt worden war. Das Gebäude soll verkauft werden, aber weiter erhalten bleiben.

## Architektur und Ausstattung
Die Kapelle befand sich in rund 108 Meter Höhe über dem Meeresspiegel. An der Rückwand des Altarraums befand sich ein Kruzifix; ein Buntglasfenster zeigte die heilige Hedwig, die Schutzpatronin der Kapelle. Neben der Kapelle befand sich ein hölzerner Turm mit einer 1996 erworbenen Glocke.